# Tshwaane
Tshwaane är en ort (village) i distriktet Southern i södra Botswana. 